# Miniestadio de Anoeta
Mini Estadio de Anoeta es un estadio anexo al Estadio de Anoeta en San Sebastián (Guipúzcoa) España. 
Suele ser utilizado para realizar competiciones de atletismo y para entrenamientos. El campo central (de hierba natural) suele utilizarse ocasionalmente para partidos de fútbol y más habitualmente para partidos de rugby del Bera Bera Rugby Taldea, club local de rugby que juega en la División de Honor. 
El estadio cuenta además con una grada con capacidad para 1171 espectadores. Debajo de los graderíos hay vestuarios y una sala de musculación.

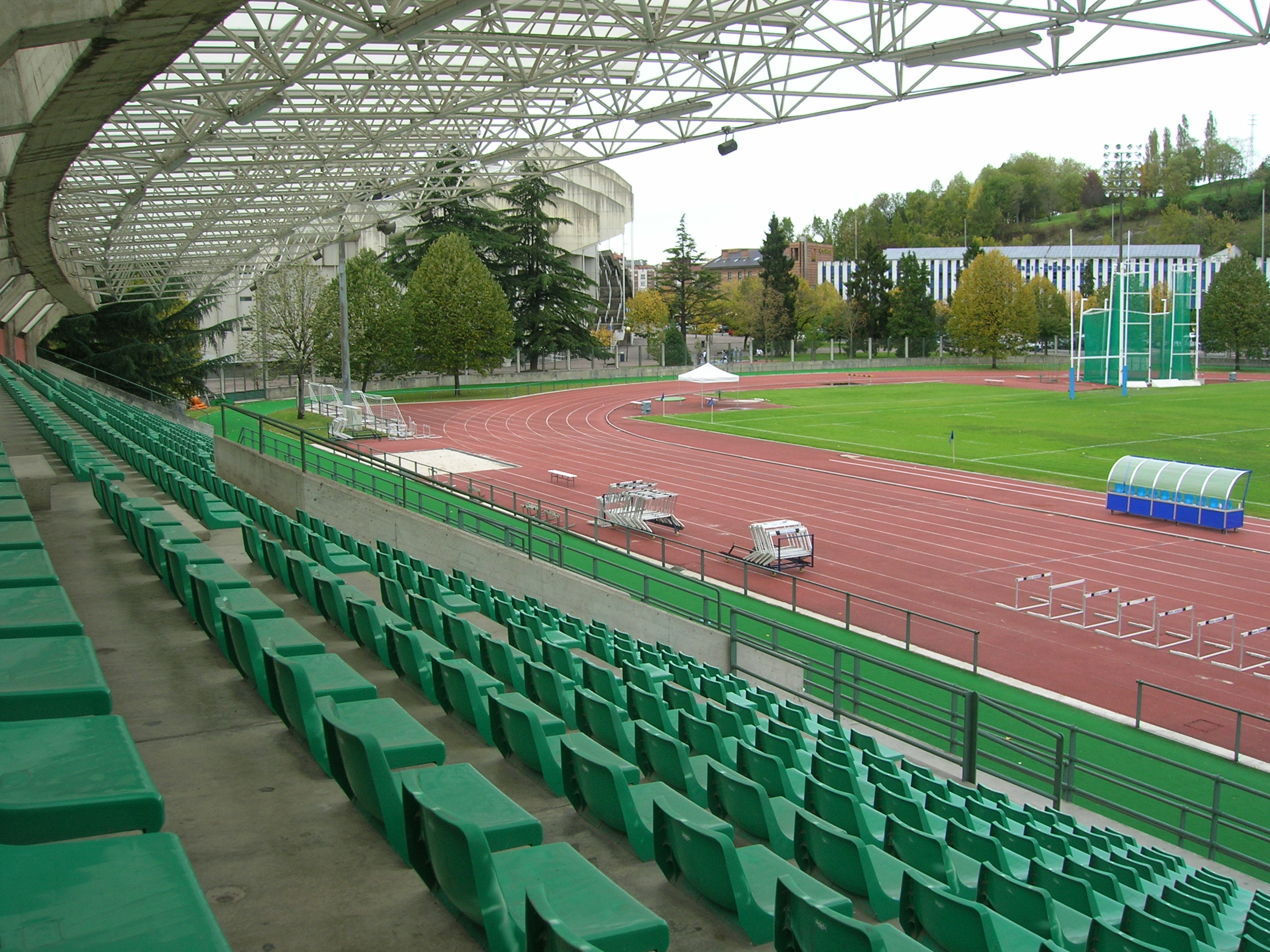
Grada principal del Mini estadio